# L'animale morente
L'animale morente (in originale The Dying Animal) è un romanzo dello scrittore statunitense Philip Roth, pubblicato nel 2001 a New York da Houghton Mifflin e a Londra da Jonathan Cape.
È il terzo libro con il personaggio di David Kepesh, già apparso ne Il seno (The Breast, 1972) e ne Il professore di desiderio (The Professor of Desire, 1977). 
Il titolo è tratto dal poema "Sailing to Byzantium" di William Butler Yeats.
Molte edizioni, nelle diverse lingue in cui è stato tradotto, mostrano in copertina "Le Grand Nu", dipinto di Amedeo Modigliani del 1917.

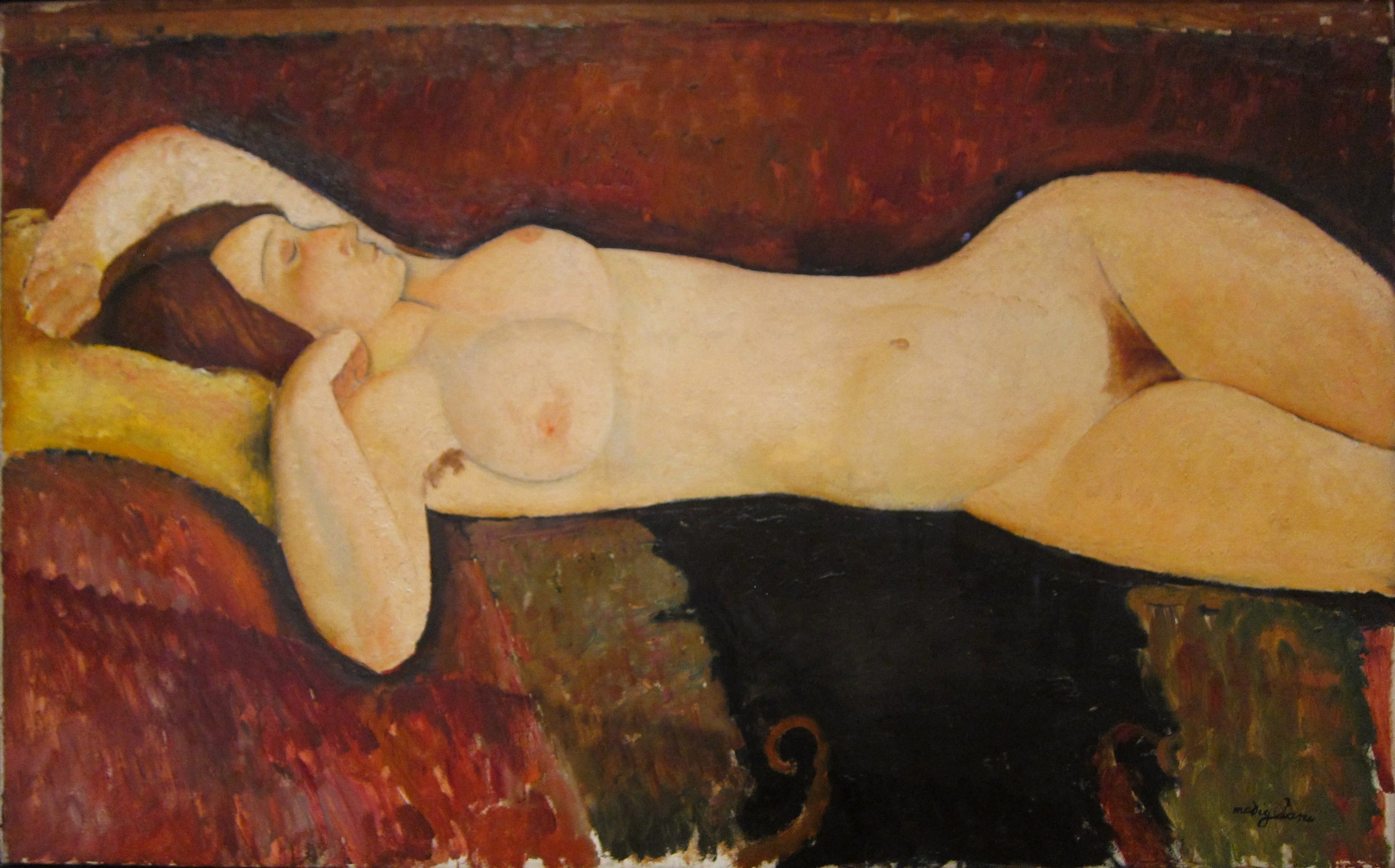
Le Grand Nu (circa 1919), dipinto di Amedeo Modigliani

## Trama
Kepesh è affascinato dalla giovane e bella Consuela Castillo, d'origine cubana, studentessa in uno dei suoi corsi. Nasce una relazione erotica tra i due. Kepesh si innamora in modo ossessivo dei seni della sua amante, un feticcio già esplorato in romanzi precedenti. Nonostante la fervente devozione per Consuela, il professore, sessualmente promiscuo, mantiene una seconda relazione con una vecchia amante, ora divorziata. È anche riluttante ad esporsi allo scrutinio o al ridicolo che potrebbe derivare dalla sua presentazione alla famiglia di Consuela. È implicito il suo timore che un tale incontro possa esporre l'implausibile differenza d'età nella loro relazione. In definitiva, Kepesh preferisce confinare il loro rapporto sul piano fisico invece di imbarcarsi in un impegno più serio.
Alla fine Kepesh è distrutto dalla propria indecisione, dalla paura di invecchiare, dalla lussuria e dalla gelosia. Consuela non troverà mai un amante capace di mostrare lo stesso livello di devozione al suo corpo di cui era capace Kepesh. Dopo alcuni anni di separazione, chiede al professore di scattarle delle fotografie di nudo, perché sta per perdere uno dei seni a causa di una mastectomia necessaria.
Nel romanzo, Consuela spedisce a Kepesh una cartolina raffigurante Le Grand Nu, dipinto di Modigliani. Kepesh immagina che la donna del dipinto sia l'alter ego di lei.

## Adattamento cinematografico
- Lezioni d'amore, regia di Isabel Coixet (2008), con Penélope Cruz nella parte di Consuela e Ben Kingsley in quella di David.[1]

## Edizioni italiane
- Philip Roth, L'animale morente, traduzione di Vincenzo Mantovani, collana Supercoralli, poi SuperET, Einaudi, 2002,  p. 113, ISBN 978-88-06-17414-9.